# Paradiaptomus natalensis
Paradiaptomus natalensis là một loài động vật giáp xác thuộc họ Diaptomidae. Đây là loài đặc hữu của Nam Phi.